# Pieterjan Vangerven
Pieterjan Vangerven (Leuven, 5 juli 1989) is een Belgisch sportbestuurder en politicus actief binnen de N-VA.

## Levensloop
Vangerven was als competitiezwemmer verbonden aan het Brabant East Swimming Team en Leuven Aquatics. In 2014 werd hij samen met Lander Hendrickx, Alexis Borisavljevic en Ken Cortens Belgisch Kampioen 4x100m wisselslag en in 2015 werd hij Belgisch kampioen op de 200m schoolslag.
Vangerven studeerde in 2011 af aan de KU Leuven als master in de Toegepaste Economische Wetenschappen. Daarna werkte hij onder supervisie van professor Christophe Crombez aan een doctoraat in de politieke economie en werd hij in 2016 doctor in de Toegepaste Economische Wetenschappen, waarna hij als postdoctoraal onderzoeker en gastdocent actief bleef aan de KU Leuven. Sinds 2020 combineert hij dit met een functie als raadgever topsport op het kabinet van Vlaams minister van sport Ben Weyts in opvolging van Gert Vande Broek.
In 2018 werd hij lid van raad van de raad van bestuur van de Vlaamse Zwemfederatie, waarvan hij sinds 2020 voorzitter is. In 2021 werd hij daarnaast ook voorzitter van de Koninklijke Belgische Zwembond. In maart 2022 werd hij herverkozen in beide functies. Daarnaast zetelt Vangerven ook in de Taskforce Topsport en de Stuurgroep Topsport van Sport Vlaanderen.
Bij de gemeenteraadsverkiezingen van 2018 werd hij verkozen tot gemeenteraadslid en OCMW-raadslid in zijn woonplaats Leuven. In de gemeenteraad is hij effectief lid van de commissies Financiën, Ruimtelijk Beleid, Bouwen en Onroerend Erfgoed, Sport, Middenstand en Werk, en Openbare Werken, Restauraties, Jeugd en Burgerzaken en de Algemene Verenigde Commissies.